# Rolf Eriksson-Hemlin
Rolf "Tjoffe" Eriksson-Hemlin, född 18 november 1918, död 28 oktober 2000, var en svensk ishockeyspelare i Södertälje SK, AIK och i svenska landslaget. 
Under sina 80 matcher med Tre Kronor, inklusive träningsmatcher, gjorde Rolf "Tjoffe" Eriksson-Hemlin 60 mål. I VM och OS gjorde han 24 mål på 29 matcher. I Södertälje spelade han 15 säsonger (1936–1938 samt 1941–1952) och gjorde 205 matcher och 105 mål. Rolf "Tjoffe" Eriksson-Hemlin är därmed en av Södertäljes bästa målgörare någonsin, efter giganter som bland annat Wilhelm "Mulle" Petersén och Ronald "Sura-Pelle" Pettersson. Under säsongerna 1939-1940 spelade Rolf "Tjoffe" Eriksson-Hemlin för AIK. Han är Stor grabb nummer 82 i ishockey.

## Meriter
- EM-guld 1951
- VM-silver 1951
- VM-femte plats 1950
- VM-fjärde plats 1949, 1948
- OS-fjärde plats 1948
- VM-silver 1947
- EM-silver 1947
- SM-guld 1941, 1944